# Huelga de Beisbolistas Mexicanos en 1980
La Huelga de Beisbolistas es un acontecimiento suscitado en el año de 1980, impulsada por peloteros de la Liga Mexicana de Béisbol (LMB).

## Antecedentes
El béisbol ha sido un deporte de mucha difusión en América del Norte y el Caribe, donde cuenta con organismos reguladores, promotores y ligas, así como por sindicatos o asociaciones de jugadores.
No siendo así en México, donde el deporte se ha visto estancado y envuelto en escándalos de corrupción. Donde el deporte no ha logrado enraizarse de manera más profesional, jugandóse de manera semi-amateur y con falta de difusión mediática.
A lo largo de los años ha sido bien conocida la aparición y desaparición de múltiples equipos por escasez o falta de recursos económicos para la manutención de sus equipos. En cuanto a los jugadores, no cuentan con seguridad médica o protección alguna, mucho menos con una asociación que les permita la libre autopromoción, mejores condiciones, defensa de sus necesidades y derechos más básicos ante los atropellos de algunos propietarios o autoridades dentro del deporte.

## Desarrollo de los acontecimientos
Durante la Temporada 1980 de la Liga y durante un partido disputado el 6 de abril en la ciudad de Veracruz entre Rojos del Águila de Veracruz frente al Ángeles de Puebla se dieron brotes de violencia, cuando al mánager de los poblanos; Jorge Fitch y al resto del roster no les pareció una decisión del umpire, por lo que decidieron reclamar, al 'calentarse' los ánimos, se desató una campal entre jugadores de los dos equipos, la cual fue resuelta violentamente a petición del alto comisionado de la LMB el magnate Alejo Peralta, quién también era propietario de Tigres Capitalinos.
Como respuesta de los jugadores involucrados junto con sus compañeros, convocaron a la formación de una sociedad gremial de jugadores tal como ya existía en las Grandes Ligas y en las Ligas del Caribe, inicialmente contaron con el apoyo de peloteros de estos países que ya contaban con sociedades similares.
Fue así cuando surgiría la ANABE, presidida por figuras como Ramón "Abulón" Hernández, Arturo Rey, José Luis Naranjo, entre otros. Quienes procedieron a exigir mejores condiciones para el pelotero mexicano, en cuanto a transporte, hospedaje, viáticos y atención médica.
La inicial respuesta de la Liga Mexicana y su comisionado Peralta fue de ignominia y desconocimiento de la ANABE, la cual como respuesta, decidió a 'paralizar los estadios', destacando una "Guerra Civil" entre Diablos Rojos del México y Tigres Capitalinos en el desaparecido Parque del Seguro Social. Donde beisbolistas encabezados por el mismo "Abulón" Hernández por Diablos y Naranjo por Tigres, entraron en vestidores cuando se desarrollaba la parte baja de la 3.ª entrada, quienes se negarían a jugar pese a las suplicas de los respectivos mánagers y dueños.
Tras ese suceso, el comisionado Peralta emitió una orden de proscripción de la ANABE dentro de la liga, vetando a sus jugadores y miembros entre los que se encontraban umpires, personal de los estadios, mánagers y jugadores. Quienes decidieron fundar otra liga, La Liga Nacional, un circuito paralelo a la Mexicana de Béisbol que existió entre 1981 y 1986.
La resolución final de la LMB fue de reorganizar la competición, contando en ese momento con solo 6 equipos: 
| Liga Mexicana de Béisbol 1980 Temporada Extraordinaria |           |                          |                            |           |
| Equipo                                                 | Fundación | Ciudad                   | Estadio                    | Capacidad |
| Algodoneros de Unión Laguna                            | 1940      | Torreón, Coahuila        | Mecano                     | 16,000    |
| Azules de Coatzacoalcos                                | 1979      | Coatzacoalcos, Veracruz  | "Presidente Miguel Alemán" | 4,000     |
| Broncos de Reynosa                                     | 1963      | Reynosa, Tamaulipas      | Adolfo López Mateos        | 10,000    |
| Indios de Ciudad Juárez                                | 1936      | Ciudad Juárez, Chihuahua | Cruz Blanca                | 5,000     |
| Saraperos de Saltillo                                  | 1970      | Saltillo, Coahuila       | Francisco I. Madero        | 16,000    |
| Tigres Capitalinos                                     | 1955      | México, D. F.            | Seguro Social              | 25,000    |

Comenzando una etapa de declive para el deporte en el país y una lucha interna entre facciones, vetando y minimizando los esfuerzos de la ANABE por adquirir o afiliar franquicias.

## Consecuencias para el Béisbol actual
La huelga de 1980 es considerada como un parteaguas dentro del deporte, como un antes o un después, ya que se ha llegado a debilitar el deporte en cuanto a presencia o favoritismo en el país, otro suceso que es considerado parteaguas fue la demolición del Parque del Seguro Social, ícono pelotero de México y el Distrito Federal. Algunas figuras como Pedro Septién recuerdan el suceso como el fin del béisbol mexicano o al menos de su apogeo, ya que en propias palabras de estas personalidades, el deporte ha tenido una baja comercial muy importante, así como carestía, falta de estabilidad de plazas o poca identidad con los equipos.
Otra consecuencia es la percepción popular o del público beisbolero sobre el magnate y excomisionado Alejo Peralta, quién es visto por muchos como un factor representante del despotismo empresarial, autoritarismo y abuso laboral, aunque algunos le ven como un "heróe" o al menos como el comisionado que evitó que la Liga desapareciera. Hay otras opiniones encontradas sobre jugadores como Ramón Arano, quién es visto como esquirol o 'traidor' por algunos, así como sobre el "Abulón" Hernández, que ha sido calificado de "oportunista"..